# Балка (Харьковская область)
Балка (укр. Балка), село, 
Велико-Бурлукский поселковый совет,
Великобурлукский район,
Харьковская область.
Код КОАТУУ — 6321455101. Население по переписи 2001 г. составляет 168 (76/92 м/ж) человек.

## Географическое положение
Село Балка находится на левом берегу реки Великий Бурлук,
выше по течению примыкает к пгт Великий Бурлук,
ниже по течению в 2-х км расположено село Лебедевка,
на противоположном берегу посёлок Плоское,
в 2-х км железнодорожная станция Поселочная.

## История
- 1700 - дата основания.

## Экономика
- В селе есть молочно-товарная ферма.

## Экология
Через село проходит ЛЭП 110 кВ.